# Mistrzostwa Europy U-19 w futsalu 2019
Mistrzostwa Europy U-19 w futsalu 2019 (oficjalna nazwa:UEFA Under-19 Futsal Euro 2019) to pierwsza edycja Mistrzostw Europy U-19 w futsalu organizowanego co dwa lata przez UEFA dla męskich drużyn U-19 futsalowych zrzeszonych z UEFA. Turniej odbył się na Arena Riga w Rydze, stolicy Łotwy w dniach od 8 do 14 września 2019 roku. W turnieju wzięło udział 8 drużyn. W turnieju mogli wziąć udział zawodnicy urodzeni nie wcześniej niż 1 stycznia 2000 roku. Turniej zwyciężyła reprezentacja Hiszpanii stając się pierwszymi w historii mistrzami Europy

## Procedura wyboru gospodarza
Wymagania do organizacji turnieju zostały udostępnione 13 kwietnia 2018 r. Zainteresowanie organizacją turnieju zgłosiło łącznie siedem krajów:
- Chorwacja
- Gruzja
- Węgry
- Łotwa
- Portugalia
- Rosja
- Ukraina

Tylko Gruzja i Łotwa złożyły dokumentację przetargową w terminie 25 lipca 2018 roku. Łotwa została wybrana na gospodarza przez Komitet Wykonawczy UEFA 27 września 2018 roku.

## Kwalifikacje
Łącznie wzięło udział 35 państw. Reprezentacja Łotwy jako gospodarz udział miała zapewniony. Pozostałe 34 państwa walczyły o 7 miejsc w turnieju. Proces kwalifikacji podzielono na dwie rundy:
- Preeliminacje – 8 najniżej notowanych drużyn w rankingu UEFA podzielono na dwie grupy po 4 drużyny, drużyny grały systemem każdy z każdym po jednym meczu w kraju wybranym wcześniej. Zwycięzcy każdej z grup awansowali do Rundy Głównej
- Runda Główna – 26 pozostałych drużyn plus dwie drużyny z preeliminacji podzielono na 7 grup po 4 drużyny, drużyny grały systemem każdy z każdym po jednym meczu w kraju wybranym wcześniej. Zwycięzcy każdej z grup awansowali do turnieju finałowego

Grupy rozlosowano 1 listopada 2018. Runde preeliminacyjną rozegrano między 21 a 26 stycznia 2019 roku, a główną między 26 a 31 marca 2019 roku

## Zakwalifikowane drużyny
Następujące drużyny zakwalifikowały się do turnieju finałowego:
| Zespół          | Metoda kwalifikacji |
| --------------- | ------------------- |
| Łotwa U-19      | Gospodarz           |
| Polska U-19     | Mistrz grupy 1      |
| Niderlandy U-19 | Mistrz grupy 2      |
| Portugalia U-19 | Mistrz grupy 3      |
| Ukraina U-19    | Mistrz grupy 4      |
| Hiszpania U-19  | Mistrz grupy 5      |
| Rosja U-19      | Mistrz grupy 6      |
| Chorwacja U-19  | Mistrz grupy 7      |

## Losowanie
Losowanie odbyło się 7 czerwca 2019 roku o 21:00 czasu EEST (UTC +3) na Stadionie Daugava w Rydze. Osiem drużyn rozlosowano na dwie grupy po 4 drużyny każda. Nie było rozstawień z wyjątkiem tego, że reprezentacja Łotwy była przypisana do pozycji A1. Drużyna ukraińska i rosyjska nie mogły być wylosowane w tej samej grupie.

## Składy
Każda drużyna musi zgłosić skład składający się z 14 zawodników, z których co najmniej 2 musi być bramkarzami

## Faza Grupowa
Ostateczny harmonogram turnieju ogłoszono 25 czerwca 2019 roku
Za zwycięstwo przyznawane są trzy punkty, za remis jeden, o kolejności w grupie będzie decydować suma zdobytych punktów. Do półfinału awansują po najlepsze drużyny z każdej z grup. Gdy dwie lub więcej drużyn uzyskają tę samą liczbę punktów (po rozegraniu wszystkich meczów w grupie), o kolejności decydują kryteria określone przez UEFA, kolejno:
1. Większa liczba punktów zdobytych w meczach pomiędzy tymi drużynami;
2. Lepszy bilans zdobytych i straconych bramek w meczach pomiędzy tymi drużynami;
3. Większa liczba bramek zdobytych pomiędzy tymi drużynami;
4. Jeżeli po zastosowaniu kryteriów 1-3 pozostają drużyny, dla których nie rozstrzygnięto kolejności, kryteria 1-3 powtarza się z udziałem tylko tych drużyn, jeżeli kolejność jest nierozstrzygnięta, stosuje się dalsze punkty;
5. Lepszy bilans zdobytych i straconych bramek w meczach w grupie;
6. Większa liczba bramek zdobytych we wszystkich meczach w grupie;
7. Jeśli w ostatniej kolejce fazy grupowej, dwie drużyny zmierzą się ze sobą i każda z nich ma taką samą liczbę punktów, jak również taką samą liczbę zdobytych i straconych bramek, a wynik zakończy się remisem w meczu pomiędzy tymi drużynami, ustala się ich miejsce grupowe przez serię rzutów karnych. (Kryterium to nie jest stosowane, jeśli więcej niż dwie drużyny mają taką samą liczbę punktów.);
8. Klasyfikacja Fair Play turnieju finałowego (czerwona kartka = 3 punkty, żółta kartka = 1 punkt, wykluczenie za dwie żółte kartki w meczu = 3 punkty);
9. Współczynnik UEFA dla losowania rundy kwalifikacyjnej;
10. Losowanie;

Legenda do tabelek:
- Pkt – liczba punktów
- M – liczba meczów
- W – wygrane
- R – remisy
- P – porażki
- Br+ – bramki zdobyte
- Br− – bramki stracone
- +/− – różnica bramek
- G – gospodarz

UWAGA! Wszystkie czasy są podawane według czasu łoteweskiego (UTC +3)

### Grupa A
| Zespół          | Pkt | M | W | R | P | Br+ | Br− | +/− |
| --------------- | --- | - | - | - | - | --- | --- | --- |
| Portugalia U-19 | 9   | 3 | 3 | 0 | 0 | 13  | 2   | +11 |
| Polska U-19     | 6   | 3 | 2 | 0 | 1 | 9   | 8   | +1  |
| Rosja U-19      | 3   | 3 | 1 | 0 | 2 | 8   | 8   | 0   |
| Łotwa U-19 (G)  | 0   | 3 | 0 | 0 | 3 | 2   | 14  | -12 |

| Mecz 3 8 września 2019 17:00 | Polska U-19 · Krzysztof Iwanek 10:03' Jakub Raszkowski 16:15' Bartosz Borowik 31:04' (2k.) | 3:2(2:1) | Rosja U-19 · Pavel Karpov 3:27', 32:25' | Arēna Rīga, Ryga Widzów: 475 Sędzia: Admir Zahovič |
|                              |                                                                                            |          |                                         |                                                    |

| Mecz 4 8 września 2019 20:00 | Łotwa U-19 | 0:6(0:2) | Portugalia U-19 · Andrejs Iļjins 11:22' (sam.) Hugo Neves 15:03', 29:52' Célio Coque 23:44' Rui Moreira 24:37' Daniel Costa 36:12' | Arēna Rīga, Ryga Widzów: 1150 Sędzia: Juan José Cordero |
|                              |            |          | |                                                         |

| Mecz 7 9 września 2019 17:00 | Rosja U-19 · Danil Karpyuk 13:48', 32:12' Pavel Karpov 14:02' Denis Titkov 29:19' Kamil Gereykhanov 35:48' | 5:1(2:0) | Łotwa U-19 · Edgars Tarakanovs 24:54' | Arēna Rīga, Ryga Widzów: 650 Sędzia: Grigori Ošomkov |
|                              | |          |                                       |                                                      |

| Mecz 8 9 września 2019 20:00 | Polska U-19 · Tomasz Palonek 12:39' | 1:3(1:3) | Portugalia U-19 · Tomás Reis 4:00' Ricardo Lopes 7:16', 8:20' | Arēna Rīga, Ryga Widzów: 260 Sędzia: Yaroslav Vovchok |
|                              |                                     |          |                                                               |                                                       |

| Mecz 9 11 września 2019 12:30 | Portugalia U-19 · Sévio Marcelo 13:24', 39:31' Tomás Paçó 39:01' Tomás Reis 39:41' | 4:1(1:1) | Rosja U-19 · Denis Titkov 2:21' | Arēna Rīga, Ryga Widzów: 250 Sędzia: Vedran Babić |
|                               |                                                                                    |          |                                 |                                                   |

| Mecz 12 11 września 2019 20:00 | Łotwa U-19 · Toms Grīslis 27:30' | 1:3(0:1) | Polska U-19 · Tomasz Palonek 13:23' Bartosz Borowik 21:24' Piotr Matras 31:34' | Arēna Rīga, Ryga Widzów: 710 Sędzia: Chiara Perona |
|                                |                                  |          |                                                                                |                                                    |

### Grupa B
| Zespół          | Pkt | M | W | R | P | Br+ | Br− | +/− |
| --------------- | --- | - | - | - | - | --- | --- | --- |
| Hiszpania U-19  | 9   | 3 | 3 | 0 | 0 | 15  | 1   | +7  |
| Chorwacja U-19  | 6   | 3 | 2 | 0 | 1 | 9   | 4   | -3  |
| Ukraina U-19    | 3   | 3 | 1 | 0 | 2 | 9   | 10  | -1  |
| Niderlandy U-19 | 0   | 3 | 0 | 0 | 3 | 0   | 18  | -18 |

| Mecz 1 8 września 2019 12:30 | Ukraina U-19 · Danylo Bielan 4:09', 15:31', 26:31' Denys Blank 11:22' Marian Masevych 23:39' Eduard Nahornyi 34:53' Oleh Nehela 35:28' | 7:0(3:0) | Niderlandy U-19 | Arēna Rīga, Ryga Widzów: 250 Sędzia: Ingus Puriņš |
|                              | |          |                 |                                                   |

| Mecz 2 8 września 2019 15:00 | Chorwacja U-19 | 0:3(0:1) | Hiszpania U-19 · Adrián Rodríguez 3:23' Antonio Pérez 22:33' Jesús Gordillo 25:14' | Arēna Rīga, Ryga Widzów: 450 Sędzia: Jan Kresta |
|                              |                |          |                                                                                    |                                                 |

| Mecz 5 9 września 2019 12:30 | Niderlandy U-19 | 0:6(0:2) | Chorwacja U-19 · Božo Sučić 16:38', 17:54' Jakov Mudronja 21:09' Filip Petrušić 25:22' Toni Rendić 32:53' Fran Vukelić 34:34' | Arēna Rīga, Ryga Widzów: 150 Sędzia: Irina Velikanova |
|                              |                 |          | |                                                       |

| Mecz 6 9 września 2019 15:00 | Ukraina U-19 · Oleh Nehela 15:05' | 1:7(1:2) | Hiszpania U-19 · Bernat Povill 2:46' Antonio Pérez 19:26' (2k.) David Peña 21:58', 38:45' Cristian Molina 24:05' Adrián Rodríguez 30:03' Eduard Volkov 38:06' (sam.) | Arēna Rīga, Ryga Widzów: 295 Sędzia: Borislav Kolev |
|                              |                                   |          | |                                                     |

| Mecz 10 11 września 2019 15:00 | Chorwacja U-19 · Jakov Hrstić 16:06', 31:24' Božo Sučić 39:30' | 3:1(1:1) | Ukraina U-19 · Denys Blank 12:51' | Arēna Rīga, Ryga Widzów: 200 Sędzia: Cristiano Jose Cardoso |
|                                |                                                                |          |                                   |                                                             |

| Mecz 12 11 września 2019 20:00 | Hiszpania U-19 · Antonio Pérez 6:02' Nito Valle 7:55' Ricardo Mayor 15:40' David Peña 20:54' Adrián Rodríguez 22:49' | 5:0(3:0) | Niderlandy U-19 | Arēna Rīga, Ryga Widzów: 270 Sędzia: Jan Kresta |
|                                | |          |                 |                                                 |

## Faza Pucharowa
W półfinałach i finale w przypadku remisu zaczyna się dogrywka, a w przypadku dalszego braku zwyciężczyni seria rzutów karnych. Wszystkie czasy są podawane według czasu łoteweskiego (UTC +3)
UWAGA! Wyniki w nawiasach to wyniki po rzutach karnych

### Drabinka
|  |                       |                 |                |                       |   |                |                |       |
|  | Półfinał              | Półfinał        | Półfinał       |                       |   | Finał          | Finał          | Finał |
|  | Półfinał              | Półfinał        | Półfinał       |                       |   | Finał          | Finał          | Finał |
|  | 12 września 2019 Ryga |                 |                |                       |   |                |                |       |
|  |                       |                 |                |                       |   |                |                |       |
|  | Portugalia U-19       | Portugalia U-19 | 2(2)           |                       |   |                |                |       |
|  | Portugalia U-19       | Portugalia U-19 | 2(2)           | 14 września 2019 Ryga |   |                |                |       |
|  | Chorwacja U-19        | Chorwacja U-19  | 2(3)           |                       |   |                |                |       |
|  | Chorwacja U-19        | Chorwacja U-19  | 2(3)           |                       |   | Chorwacja U-19 | Chorwacja U-19 | 1     |
|  | 12 września 2019 Ryga |                 |                |                       |   | Chorwacja U-19 | Chorwacja U-19 | 1     |
|  |                       |                 | Hiszpania U-19 | Hiszpania U-19        | 6 |                |                |       |
|  | Hiszpania U-19        | Hiszpania U-19  | Hiszpania U-19 | Hiszpania U-19        | 6 | 3              |                |       |
|  | Hiszpania U-19        | Hiszpania U-19  |                |                       |   |                |                |       |
|  | Polska U-19           | Polska U-19     | 1              |                       |   |                |                |       |
|  | Polska U-19           | Polska U-19     | 1              |                       |   |                |                |       |

### Półfinały
| Mecz 13 12 września 2019 17:00          | Portugalia U-19 · Célio Coque 29:29' Nuno Chuva 43:02' | 2:2 p.d. k. 2:3(2:2,2:1,1:1,0:0)                  | Chorwacja U-19 · Josip Jurlina 38:58' Fran Vukelić 47:15' | Arēna Rīga, Riga Widzów: 250 Sędzia: Juan José Cordero |
|                                         |                                                        |                                                   |                                                           |                                                        |
|                                         |                                                        | Rzuty karne                                       |                                                           |                                                        |
| Tomás Paçó · Célio Coque · Hugo Neves · |                                                        | Jakov Mudronja · Dominik Cvišić · Josip Jurlina · |                                                           |                                                        |

| Mecz 14 12 września 2019 20:00 | Hiszpania U-19 · Ricardo Mayor 13:35' Antonio Pérez 18:04' (k.) Jesús Gordillo 23:51' | 3:1(2:1) | Polska U-19 · Tomasz Palonek 11:04' | Arēna Rīga, Ryga Widzów: 625 Sędzia: Cristiano Jose Cardoso |
|                                |                                                                                       |          |                                     |                                                             |

### Finał
| Mecz 15 14 września 2019 20:00 | Chorwacja U-19 · Mateo Mužar 13:00' | 1:6(1:3) | Hiszpania U-19 · Ricardo Mayor 5:20' Adrián Rodríguez 14:13', 23:53' Cristian Molina 18:26' Antonio Pérez 19:33' (2k.) Bernat Povill 22:25' | Arēna Rīga, Ryga Widzów: 2 138 Sędzia: Cristiano Jose Cardoso |
|                                |                                     |          | |                                                               |

## Mistrz Europy U-19 2019
| Mistrz Europy U-19 2019 |
| ----------------------- |
| Hiszpania U-19          |
| PIERWSZY TYTUŁ          |

## Strzelcy
Źródło:
| Liczba goli | Zawodnik         | Narodowość    |
| ----------- | ---------------- | ------------- |
| 5           | Adrian Rodriguez | Hiszpania     |
| 5           | Antonio Perez    | Hiszpania     |
| 3 gole      | Tomasz Palonek   | Polska        |
| 3 gole      | David Pena       | Hiszpania     |
| 3 gole      | Ricardo Mayor    | Hiszpania     |
| 3 gole      | Pavel Karpov     | Rosja         |
| 3 gole      | Bozo Susić       | Chorwacja     |
| 3 gole      | Danylo Bielan    | Ukraina       |
| 2 gole      | 15 zawodników    | 15 zawodników |
| 1 gol       | 14 zawodników    | 14 zawodników |

### Gole samobójcze
- Andres Ilnijs (przeciwko Portugalii)
- Eduard Volkov (przeciwko Hiszpanii)

## Klasyfikacja
| Miejsce                        | Reprezentacja   | M | Z | R | P | B+ | B- | +/− | Pkt |
| ------------------------------ | --------------- | - | - | - | - | -- | -- | --- | --- |
| złoto                          | Hiszpania U-19  | 5 | 2 | 0 | 0 | 9  | 0  | 9   | 15  |
| srebro                         | Chorwacja U-19  | 5 | 2 | 1 | 2 | 9  | 9  | 0   | 7   |
| brąz                           | Polska U-19     | 4 | 2 | 0 | 2 | 2  | 7  | -5  | 6   |
| brąz                           | Portugalia U-19 | 4 | 3 | 1 | 0 | 3  | 7  | -4  | 10  |
| Wyeliminowani w fazie grupowej |                 |   |   |   |   |    |    |     |     |
| 5.                             | Rosja U-19      | 3 | 1 | 0 | 2 | 8  | 8  | 0   | 3   |
| 6.                             | Ukraina U-19    | 3 | 1 | 0 | 2 | 9  | 10 | -1  | 3   |
| 7.                             | Łotwa U-19      | 3 | 0 | 0 | 3 | 2  | 14 | -12 | 0   |
| 8.                             | Niderlandy U-19 | 3 | 0 | 0 | 3 | 0  | 18 | -18 | 0   |

## Drużyna turnieju
Następujących 14 graczy wybrano do drużyny turnieju:
| Narodowość       | Zawodnik         |
| Bramkarze        | Bramkarze        |
| ---------------- | ---------------- |
| Polska           | Krzysztof Iwanek |
| Hiszpania        | Antonio Navarro  |
| Zawodnicy z pola |                  |
| Hiszpania        | Ricardo Mayor    |
| Hiszpania        | Alejandro Cerón  |
| Hiszpania        | Antonio Pérez    |
| Hiszpania        | Cristian Molina  |
| Hiszpania        | Bernat Povill    |
| Hiszpania        | David Peña       |
| Hiszpania        | Jesús Gordillo   |
| Hiszpania        | Adrián Rodríguez |
| Chorwacja        | Josip Jurlina    |
| Chorwacja        | Fran Vukelić     |
| Portugalia       | Tomás Paço       |
| Portugalia       | Hugo Neves       |